# Mezinárodní biskupská konference svatých Cyrila a Metoděje
Mezinárodní biskupské konference svatých Cyrila a Metoděje (Conferentia Episcoporum Internationalis SS. Cyrilli et Metodii, C.E.I.C.E.M.) je biskupská konference katolických biskupů, jejímiž členy jsou všichni katoličtí biskupové působící v Srbsku, Černé Hoře, Kosovu a Severní Makedonii. Vznikla v roce 2004, jejím sídlem je Bělehrad, je součástí Rady evropských biskupských konferencí.

## Členové Mezinárodní biskupské konference svatých Cyrila a Metoděje
- Srbsko:
  - arcidiecéze bělehradská
  - diecéze subotická
  - diecéze zrenjaninská
  - apoštolská administratura prizrenská
  - Eparchie sv. Mikuláše v Ruski Krstur
- Černá Hora:
  - Arcidiecéze barská
  - Diecéze kotorská
- Kosovo:
  - Diecéze Prizren-Pristina
- Severní Makedonie:
  - Diecéze Skopje
  - Eparchie Panny Marie Nanebevzaté ve Strumici-Skopje

## Seznam předsedů biskupské konference svatých Cyrila a Metoděje
- 2001–2011: arcibiskup Stanislav Hočevar
- 2011–2016: arcibiskup Zef Gashi
- od 2016: biskup László Német